# Прятки

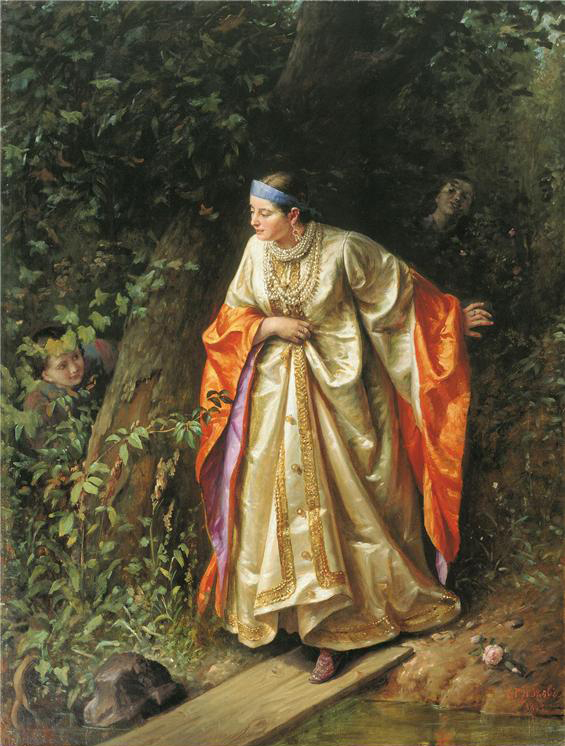
С. Грибков. Прятки. 1893

Пря́тки (прику́к, кукли́, туки-та) — детская народная игра.

## Описание игры
В начале игры все собираются вместе, затем водящий, встав лицом к стене, громко считает до 100 (или другого числа). Иногда десятками до 100 или 200. Другие в это время прячутся. Досчитав до нужного числа, водящий идёт искать спрятавшихся. Иногда перед этим полагается сказать «раз-два-три-четыре-пять, я иду [всех вас] искать», «пора-не пора, иду со двора» или «кто не спрятался, я не виноват(а)». Увидев спрятавшегося, он должен первым добежать до места, откуда он начал поиски, и коснуться рукой стены, произнеся условленные слова, отличающиеся в разных регионах («чека́», «палочка-выручалочка», «палы-выры», «тра-та-та», «кулы-кулы», «туки-руки», «туки-туки за себя», «бан-барабан за себя», «стук-стук за себя», «стуки-та», «вар-выра», «туки-та», «пали-стукали», «стукали-пали я», «туки-баки», «тюли-я», «стук палочки я»). Каждый спрятавшийся старается первым сделать то же самое. Следующим водящим является тот из спрятавшихся, кого засалили («зачекали») первым, а если не засалили никого — тот же, что и в прошлый раз. Прятаться за спиной или рядом с водящим нельзя. Иногда как вариант последний игрок может выручить всех «застукал» и водящий снова водит. Для придания динамизма игре по условиям водящим становится последний «застуканный».
Свободные игроки могут помогать ещё не найденным, выкрикивая подсказки типа:
- «Топор-топор, сиди как вор и не выглядывай во двор» — означает, что момент для появления очень неблагоприятный;
- «Пила-пила, лети как стрела» — обратный смысл: есть возможность обогнать водящего, а значит, пора выскакивать из укрытия.

На западе также распространён вариант игры, который называется «сардинки». В этом варианте прячется один, а ищут его все остальные. Тот, кто найдёт его первым, прячется вместе с ним. Затем к ним присоединяется следующий, кто их найдёт, потом по очереди все остальные. Игра кончается, когда последний игрок присоединяется к остальным. Он объявляется проигравшим и обычно прячется следующим. В сардинки часто играют в темноте.
Также на западе известна версия игры в прятки с использованием имени и фамилии известного венецианского путешественника Марко Поло. В этой игре прячущийся обязуется ответить «Поло», когда ищущий говорит «Марко». Часто применяется в сериалах.

### Московские прятки (вариация)
Была популярна в городах с многоэтажными домами. Перестала существовать после введения домофонов.
Смысл тот же только по другому определяется водящий.
- Водящий встает лицом к стене (возле подъездной двери), все остальные встают у него за спиной и кто-то тыкает водящего рукой в спину.
- Водящий поворачивается и пытается угадать кто это был. Игроки в это время кричат «Я-Я-Я» и показывают большой палец. Подсказывать игрокам запрещается.
- Водящий указывает на одного из игроков и называет цифру от 2 до максимального количества этажей в доме.
- Если водящий не угадал, то он бежит до того этажа, который назвал, и вниз, в это время игроки прячутся. Если же он угадал, то бежит тот игрок, который тыкал водящего в спину и он, соответственно, становится водящим.